# 심재홍 (핸드볼 선수)
심재홍(1968년 8월 28일 ~ )은 대한민국의 전직 남자 핸드볼 선수이다. 1988년 서울 올림픽 남자 핸드볼 종목에서 은메달을 획득하였다.

## 같이 보기
- 윤태일
- 강재원
- 심재복
- 심해인

## 참조
1. ↑  대한체육회 체육포털